# Giorgio Bartolomasi
Giorgio Bartolomasi (San Damaso, 10 luglio 1924 – Santa Croce di Carpi, 27 gennaio 1945) è stato un partigiano italiano, decorato di medaglia d'oro al valor militare alla memoria nel corso della seconda guerra mondiale.

## Biografia
Nacque a Modena il 10 giugno 1924, figlio di Armando e Clorinda Malversi. Residente a San Damaso in via Montecatini 549, alla data dell'armistizio dell'8 settembre 1943 lavorava come tornitore meccanico presso le officine Maserati di Modena e si diede subito alla lotta clandestina. Il 5 maggio 1944 entra nella Resistenza della pianura modenese con il nome di battaglia di "Ivan" nelle squadre della 65ª Brigata S.A.P.(Squadre di Azione Patriottica) "Tabacchi". Comandante del II settore S.A.P. di San Damaso, prese parte a diverse azioni armate, ed appena ventunenne, divenne ispettore della Piazza di Modena ma fu arrestato per delazione. Dopo un massacrante interrogatorio, viene fucilato nella frazione di Quartirolo, alla curva Cattania, nella notte tra il 26 e il 27 gennaio 1945 dagli uomini della Brigata Nera di Carpi al comando del colonnello Antonio Petti. Venne insignito della medaglia d'oro al valor militare alla memoria. A Bartolomasi sono state intitolate una palestra di San Damaso, una via a Carpi ed una Modena.